# Edda Albertini
Pour les articles homonymes, voir Albertini.
Edda Albertini, née à Trente le 31 mai 1926 et morte à Rome le 14 janvier 1988, est une actrice italienne. 

## Biographie
Edda Albertini est née à Trente le 31 mai 1926. En 1942 elle se rend à Rome et entre à l'Académie nationale d'art dramatique de la ville obtenant un diplôme en récitation en 1945 et fait ses débuts au cinéma en 1946 avec Une jeune fille sage, (titre original italien : Biraghin) de Carmine Gallone. Son activité est surtout concentrée sur le théâtre. En 1948 sous la conduite de Renato Simoni, elle interprète Juliette au théâtre de Vérone, encensée par le public et la critique.
En 1952 elle rejoint le Piccolo Teatro di Milano et Giorgio Strehler, puis le Teatro Nazionale de Rome.
En 1958 elle fait partie de la compagnie Albertazzi-Proclemer, jouant dans Requiem per una monaca. En même temps elle travaille pour la RAI, avec Mario Landi et Silverio Blasi.
Edda Albertini est morte à Rome le 14 janvier 1988, victime d'une crise cardiaque.

## Filmographie partielle
- 1946 :
  - Une jeune fille sage, (titre original italien : Biraghin) de Carmine Gallone,
  - Devant lui tremblait tout Rome (titre original italien : Avanti a lui tremava tutta Roma), de Carmine Gallone,
- 1947 :Fiamme sul mare, de Vittorio Cottafavi,
- 1949 :Monastero di Santa Chiara, de Mario Sequi,
- 1951 :Clandestino a Trieste, de Guido Salvini,
- 1952 :La Reine de Saba  (titre original italien : La regina di Saba), de Pietro Francisci,
- 1969 :12 + 1 (titre originalitalien : Una su 13), de Nicolas Gessner et Luciano Lucignani,
- 1971 :Astronave Terra (1971, mini-série TV)
- 1974 :Processo al generale Baratieri per la sconfitta di Adua, mini-série TV, de Piero Schivazappa.